# Farmos
Farmos é um município da Hungria, situado no condado de Peste. Tem 40,12 km² de área e sua população em 2015 foi estimada em 3.415 habitantes.